# مجموعة سباي غلاس الإعلامية
مجموعة سباي غلاس الإعلامية ، المعروفة سابقًا باسم سباي غلاس للترفيه (رسميًا Spyglass Entertainment Holdings، LLC)، وهي شركة إنتاج أفلام أمريكية أسسها جاري باربر وروجر بيرنباوم عام 1998.

## تاريخ

### سباي غلاس الإعلامية
في 21 أغسطس 1998، أسس جاري باربر، نائب الرئيس السابق ومدير العمليات لشركة مورجان كريك للإنتاج، مع روجر بيرنباوم، المؤسس المشارك والرئيس السابق لشركة كارافان بكتشرز مجموعة سباي غلاس الإعلامية. وقعت الشركة الناشئة اتفاقية توزيع مدتها خمس سنوات مع ديزني، والتي حصلت على حصة في الأسهم. غادر بيرنباوم كارافان سابقًا بناءً على مطالبة من رئيس استوديو ديزني آنذاك جو روث ؛ مع خفض ديزني لإنتاجها السنوي، أوصى روث بتشكيل شركة إنتاج ذاتية التمويل مماثلة لشركة ريجينسي الجديدة للإنتاج. بعد إصدار أفلام كارافان الثلاثة المتبقية، أصبح كارافان غير نشط. كما ساهمت ديزني بقائمة مشاريع الأفلام وسلفة مالية أولية من 10 ملايين دولار إلى 20 مليون دولار مقابل الزيادات في المستقبل. تم تشكيل عمليات سباي غلاس ومقرها في استوديوهات والت ديزني. في 29 أكتوبر 1998 ، استثمرت تكتلات وسائل الإعلام الأوروبية مجموعة كيرش و ميدياسيت في حقوق التوزيع المسرحي والفيديو والتلفزيوني لما بين 15 و 25 فيلمًا في ألمانيا وإيطاليا وإسبانيا وبولندا والاتحاد السوفيتي السابق لأكثر من خمس سنوات. كان أول فيلم سباي غلاس الحاسة السادسة (صدر عام 1999) بطولة نايت شيامالان، وجمع 661 مليون دولار في شباك التذاكر في جميع أنحاء العالم.
بحلول 23 مايو 2000، استحوذت ديزني على 10٪ من أسهم سباي غلاس ، جنبًا إلى جنب مع صناعة السينما السويدية من الدول الاسكندنافية ولوسوموندو البرتغالية. في 7 مارس 2003 ، وافقت سباي غلاس على صفقة توزيع مدتها أربع سنوات مع عرض القرية Village Roadshow لأستراليا ونيوزيلندا واليونان.
في 6 أغسطس 2002 ، أطلقت سباي غلاس قسمًا تلفزيونيًا، وركزت على مشاريع الشاشات الصغيرة. المعجزات هي واحدة من المشاريع المخطط لها بدعم من سباي غلاس لقسم التلفزيون.
في نفس العام ، حاولت الاندماج مع الموزع المستقل الأصغر متوسط، لكنها فشلت.
في ديسمبر 2003 ، أنهت سباي غلاس صفقتها مع ديزني ووافقت على صفقة تمويل وإنتاج غير حصرية لمدة أربع سنوات مع DreamWorks. لم يتم الانتهاء من هذه الصفقة ولم تكن العلاقة تعمل بشكل جيد. وهكذا في 23 سبتمبر 2003 ، أبرمت سباي غلاس بدلاً من ذلك صفقة مماثلة مع سوني بيكتشرز. لم ينتقل سباي غلاس إلى منطقة سوني، ولكن إلى مردوخ بلازا في ويستوود ، لوس أنجلوس.
بحلول 25 مارس 2010 ، استحوذت شركة سيربيروس كابيتال مانجمنت على سباي غلاس.
في 20 ديسمبر 2010 ، أصبح جاري باربر وروجر بيرنبوم رئيسين مشاركين ومديرين تنفيذيين لشركة مترو-جولدوين-ماير القابضة ، والتي كانت قد خرجت مؤخرًا من الإفلاس في ذلك الوقت. تمت إضافة مكتبة سباي غلاس إلى MGM في الخطة الأصلية، ولكن تمت إزالتها لاحقًا من الخطة.

### مجموعة سباي غلاس
في 13 مارس 2019 ، أعادت باربر ولانترن انترتينمنت إحياء الشركة باسم مجموعة سباي غلاس الإعلامية، حيث جلبت شركتي إيجيل بيكتشرز و Cineworld كمستثمرين. قامت لانترن بأغلبية استثمار وقامت أيضًا بنقل مكتبة أفلامه وحقوقه في سلسلة أفلام ميراماكس إلى سباي غلاس. يمتلك باربر العلامة التجارية سباي غلاس وحقوق التكملة وإعادة صنع مكتبة سباي غلاس القديمة، والتي ساهم بها. تخطط الشركة لإنتاج محتوى لجميع المنصات. أغلقت سباي غلاس مكتب لانترن انترتينمنت / TWC السابق في مدينة نيويورك أثناء تسريح 15 موظفًا عبر الأقسام.
في 1 أبريل 2019 ، تولت لورين ويتني ، رئيسة التلفزيون في ميرماكس، نفس المنصب في سباي غلاس. تابع داميان مارين باربر من MGM ليتم تعيينه رئيسًا لشركة سباي غلاس للتوزيع والاستحواذ في جميع أنحاء العالم في 3 سبتمبر 2019.
اشترت شركة وارنر بروس. من AT & T في 16 أبريل 2019 حصة في سباي غلاس، التي وقعت صفقة من النظرة الأولى مع الاستوديو. شارك سباي غلاس في 1 أغسطس 2019 في عملية شراء محتملة لجزء من ميرماكس لكنه انسحب في غضون أسبوعين.
أول فيلم مضاء باللون الأخضر لـ سباي غلاس منذ إحيائه هو إحياء امتياز Hellraiser الذي تم الإعلان عنه في 6 مايو 2019. مع فوز الشركة بحقوق كتاب معهد ستيفن كينج في نوفمبر 2019 ، تم إقران جاك بندر وديفيد إي كيلي للتطوير والإنتاج الكتاب كسلسلة مصغرة. أيضًا ، تم توقيع مع بندر بواسطة سباي غلاس لصفقة تلفزيون النظرة الأولى.
رئيس MGM للإنتاج المادي تم تعيين بيتر ايلاتاجير رئيسًا للإنتاج لمجموعة سباي غلاس الإعلامية التي تقدم تقاريرها إلى باربر .
في 15 يوليو 2021 ، استحوذت ليونزجيت على معظم مكتبة أفلام شركة واينستين، والتي كانت مملوكة لشركة سباي غلاس حتى ذلك الحين، مما أعطى ليونزجيت حصة 20 ٪ في سباي غلاس و سباي غلاس للحصول على أول صفقة تلفزيونية مع ليونزجيت تلفاز.

## موزعين أجانب
- عرض القرية الترويجي: أستراليا ونيوزيلندا واليونان (2003-2007)
- كنال بلس: تلفزيون مدفوع في فرنسا وبنلوكس والسويد وبولندا
- Sogecable: كابل دفع إسباني
- بوني كانيون: اليابان
- لوسوموندو: البرتغال
- ستير-كينكور: جنوب إفريقيا[8]
- أفلام الماس: الأرجنتين
- أفلام باريس: البرازيل

## سياسات واتجاهات سباي غلاس
أعلن متحدث باسم شركة "سباي غلاس ميديا جروب" التي تنتج الفيلم Scream7 أن الممثلة ميليسا باريرا لن تكون في الجزء السابع من الفيلم. ويعود السبب لمنشورات باريرا على وسائل التواصل الاجتماعي تشجب الحرب الإسرائيلية على غزة، وقالت الشركة في بيان: "موقف سباي غلاس واضح بدون أي لُبس: نحن لا نتسامح مع معاداة السامية أو خطاب الكراهية بأي شكل، بما في ذلك الإشارة الخاطئة إلى الإبادة الجماعية والتطهير العرقي أو تحريف الهولوكست أو أي شيء يصل إلى خطاب الكراهية".
لقيت الشركة حملة لمقاطعة الجزء الجديد من فيلم Scream7 تفاعلا عبر وسائل التواصل الاجتماعي، تحت هاشتاغ "#BoycottScream7"، كما وُجهت دعوات لانسحاب فنانين من الفيلم تضامنا مع باريرا. فيما أعلنت الفنانة جينا أروتيغا انسحابها. وأطلق معجبون بالممثلة عريضة لإبداء الدعم لها في حقها وغيرها من الممثلين في التعبير عن رأيهم بحرية، و"ضد تنمّر الشركات".

## روابط خارجية
- مجموعة سباي غلاس الإعلامية على موقع IMDb (الإنجليزية)
- الموقع الرسمي
- Spyglass Entertainment في قاعدة بيانات الأفلام على الإنترنت